# Ford GT40
Эта статья относится к автомобилям середины 1960-х; информацию о машинах XXI века смотри в Ford GT

Ford GT40 — серия гоночных автомобилей классов Prototype и GT, разработанных в Ford в середине 1960-х годов специально для участия в Чемпионате Мира по гонкам на спортивных автомобилях и в первую очередь для гонки 24 часа Ле-Мана. Причиной создания автомобилей стало желание Генри Форда II победить автомобили Энцо Феррари за немотивированный отказ того заключить уже почти готовую сделку по продаже своей компании Форду после инициированного самим же Феррари предложения о продаже. Серия включает в себя несколько общих по концепции, но визуально и конструктивно отличающихся автомобилей, в том числе в дорожной версии. Четырёхкратный победитель гонки 24 часа Ле Мана (1966-1969 годов). Технической особенностью автомобилей является применение практически серийных низкофорсированных бензиновых двигателей большого рабочего объёма (вплоть до 7 литров).

## История

### Персоналии, связанные с проектом
Ford Motor Company
Генри Форд II
Lola Cars
Эрик Бродли — топ-менеджер
Ford Advanced Vehicles Ltd / JW Automotive Products
Джон Уайер — топ менеджер
Рой Ланн — главный инженер
Shelby American Inc.
Кэрролл Шелби — топ-менеджер
Фил Ремингтон — главный инженер
Кен Майлз — тест-пилот и гонщик
Ford Kar Kraft
Эд Холл — топ-менеджер
Гонщики
Фил Хилл
Брюс МакЛарен
Ричи Гинтер
Мастен Грегори
Дэн Герни
Крис Эймон
Дэнни Хьюм
Ронни Бакнем
Эй-Джей Фойт

### История проекта
Генри Форд II ещё в начале 1960-х хотел, чтобы его авто участвовало в Ле-Мане. Весной 1963 года Форд узнал через европейского посредника, что Энцо Феррари интересуется Ford Motor Company, чтобы продать ей своё производство. Форд потратил несколько миллионов долларов на ревизию фабричных активов Ferrari и юридические переговоры. Однако Феррари в одностороннем порядке прервал переговоры на последней стадии, когда выяснилось, что после покупки машины Ferrari не будут участвовать в гонках Индианаполис 500, поскольку компания Ford уже выставляла на эту гонку машины со своими двигателями и не собиралась конкурировать сама с собой. После отмены сделки Генри Форд II направляет своё гоночное подразделение на поиски компании, которая смогла бы обойти Ferrari на мировой гонке на выносливость.
С этого момента Форд начинает переговоры с Lotus, Lola и Cooper. Cooper не имели никакого опыта в GT или прототипах, и их результаты в Формуле-1 постоянно снижались.
Lotus уже был партнёром Ford’а в проекте Инди 500. Руководители Ford сомневались, что Lotus сможет справиться с этим новым проектом. Колин Чепмен, вероятно, думал так же, так как запрашивал высокую цену за содействие и настаивал на том, что автомобиль (которым в дальнейшем станет Lotus Europa) нужно назвать Lotus-Ford, что можно было рассмотреть как вежливый отказ. Выбрали Lola, так как она использовала двигатель Ford V8 в среднемоторном Lola Mk (также известном как Lola GT). Это был один из самых продвинутых гоночных автомобилей того времени, который нельзя было не заметить в Ле-Мане 1963 года, хотя автомобиль не был даже доделан. Однако Эрик Бродли, владелец и ведущий конструктор Lola Cars, согласился на краткосрочное личное содействие проекту без вовлечения Lola Cars.
Соглашение с Эриком Бродли включало сотрудничество на один год и продажу двух шасси Lola Mk 6. Чтобы сформировать команду разработки, Ford также нанял экс-менеджера команды Aston Martin Джона Уайера. Инженера Ford Motor Co. Роя Ланна послали в Англию; он проектировал среднемоторный концепт Mustang I с 4-цилиндровым двигателем объёмом 1,7 литра. Несмотря на маленький двигатель Мустанга I, Ланн был единственным инженером Дирборна, который имел немного опыта в среднемоторных автомобилях. Бродли, Ланн и Уайер начали работу над новым автомобилем на Lola Factory в Бромли.
В конце 1963-го команда переехала в Слау, Англия, возле аэропорта Хитроу. Ford основал новый филиал под руководством Уайера, Ford Advanced Vehicles Ltd, для управления проектом.
Первое шасси появилось 16 марта 1963 года. Первый «Ford GT», GT/101, был обнародован в Англии 1 апреля и вскоре после этого показан в Нью-Йорке. Его оборудовали двигателем 4,2 литра. Fairlane с КПП Colotti, та же самая силовая установка использовалась в Lola GT и одноместном Lotus 29, который завоевал весьма спорное второе место в Инди 500 в 1963 году. (Дизайн DOHC использовался в более поздних годах в Инди. Он победил в 1965 году на Lotus 38.)
Ford GT40 сначала участвовал в мае 1964 года в Нюрбургрингской гонке на 1000 км, где у него отказала подвеска, когда он шёл на втором месте в начале гонки. Три недели спустя в 24 часах Ле-Мана сошли все три участника, хотя автомобиль экипажа Ричи Гинтер и Мастен Грегори шёл впереди со второго круга до первого питстопа. В феврале 1965 года экипаж Кен Майлз и Ллойд Раби привели GT40 к победе на 2000 км в Дэйтоне.
Опыт, полученный в 1964 и 1965 годах, позволил 7-литровому Mk II доминировать на гонке 24 часа Ле-Мана в 1966-м году. Финиш, однако, был омрачён: в заключительные несколько часов Ford GT новозеландцев Брюса Макларена и Криса Эймона вплотную преследовал лидирующий Ford GT, управляемый Кеном Майлзом. Должностные лица команды Ford столкнулись с трудным выбором. Они могли позволить водителям самим решать результат гонки, соперничая друг за другом — и рисковать одним или обоими автомобилями. Они могли диктовать порядок финиша водителям — и часть водителей будет чрезвычайно недовольна. Либо они могли организовать ничью, и автомобили Макларена/Эймона и Майлза/Хьюма пересекают финишную линию бок о бок. Команда выбрала последнее и информировала Макларена и Майлза об этом решении непосредственно перед тем, как они сели в свои машины для заключительного заезда. Потом, незадолго до финиша, Automobile Club de l’Ouest (ACO), организаторы мероприятия в Ле-Мане, сообщили Форду, что различие в стартовых позициях будет принято во внимание в близком финише — значит, машина Макларена/Эймона, стартовавшая примерно на 18 метров позади автомобиля Хьюма/Майлза, прошла чуть бо́льшую дистанцию и поэтому будет победителем. Во-вторых, как позже признались должностные лица Ford, непростые отношения компании с Майлзом, своим главным пилотом по контракту, поставило их в сложное положение. Они могли наградить выдающегося гонщика, с которым время от времени чрезвычайно трудно работать, или они могли решить в пользу других претендентов — Макларена/Эймона — с меньшими обязательствами в программе Ford’а, но с которыми было проще иметь дело. Ford устроили организованный фотофиниш, но Майлз, глубоко разочаровавшись в этом решении после всех своих трудов, вложенных в программу, выразил протест, внезапно притормозив в нескольких ярдах от финиша и позволив Макларену пересечь черту первым. Майлз погиб в несчастном случае на испытаниях всего два месяца спустя. Таким образом, он не получил заслуженного уникального достижения — завоевание золота в Себринге, Дэйтоне и Ле-Мане в одном и том же году.
Смерть Майлза произошла за рулём Ford «J-car», итерации GT40, включавшей несколько уникальных особенностей: алюминиевую ячеистую конструкцию шасси и дизайн корпуса типа «breadvan», экспериментом на тему хвоста Камма. Фатальный несчастный случай Майлза был частично списан на недоработанную аэродинамику J-car, и команда занялась полным переконструированием автомобиля, который стал известен как Mk IV. Mk IV, новый дизайн с двигателем Mk II, но другими шасси и корпусом, выиграл в следующем году в Ле-Мане (когда там участвовали четыре Mark IV, три Mark II и три Марк I). Высокие скорости, достигнутые на этой гонке, вызвали изменение правил, которое вступило в действие в 1968 году: объём атмосферных двигателей прототипов был ограничен до трёх литров, как и в Формуле-1. Из-за этого были исключены Ferrari 330P, Chaparral и Mk IV.
Серийным спорт-карам типа GT40 и Lola T70, с 5-литровыми двигателями, позволяли участвовать в гонке, если объём их производства был не менее 50 автомобилей. Доработанный Джоном Уайером Mk I с 4,7-литровым мотором выиграл гонку 24 часа Ле-Мана в 1968 году в сражении с меньшими и более хрупкими прототипами. Этот результат, плюс другие четыре победы GT40, позволил Ford’у одержать победу в международном чемпионате спорткаров 1968 года. Предназначенная для замены GT40 машина Ford P68 с трёхлитровым двигателем показала удручающие результаты. В 1969-м, в сражении с более продвинутыми прототипами и новыми, хотя пока ещё ненадёжными 4,5-литровыми Porsche 917, победители Жаки Икс и Джеки Оливер сумели побить оставшиеся 3-литровые Porsche 908 всего на несколько секунд на уже устаревшем GT40 (тот самый автомобиль, который победил в 1968 году, легендарный GT40P/1075). Помимо износа тормозов Porsche и решения не изменять колодки ближе к концу гонки, победу принесли спокойная манера вождения пилотов GT40 и героические усилия Икса в самый нужный момент (тогда Икс был новобранцем Ле-Мана, а позже он одержал в этой гонке пять побед). В 1970 году доминировал уже доработанный Porsche 917, а GT40 устарел окончательно.

## Версии
Автомобиль среднемоторной компоновки с бензиновым двигателем водяного охлаждения V8, продольно расположенным позади салона.  Автомобиль формально двухместный. Абсолютно подавляющая часть выпущенных автомобилей имела праворульную компоновку. Запасное колесо присутствует. Внутренний габарит места водителя позволял сидеть вытянув ноги пилотам с ростом до 190 см.

Несмотря на кажущуюся величину и двигатели объёмом от 4.2 до 7.0 литров, автомобиль относительно небольшого размера и веса — в продольном габарите, колёсной базе и массе такого автомобиля, как Фольксваген Жук. 

### GT40 (Mk I)
Первая гоночная версия, разработанная инженерами Ford под технические требования класса Prototype. Производилась на мощностях Ford Advanced Vehicle (Слау, Великобритания).

Основа шасси — полумоноккок, выполненный из стали толщиной 0.6-0.7 мм. и дополненный спереди и сзади пространственными трубчатыми фермами для крепления элементов системы охлаждения, запасного колеса и фибергласовых панелей кузова. Жёсткость кузова на кручение 1 10000 ft./lb. на 1 градус. Каркас безопасности как таковой отсутствовал. Двери — распашные с заходом на крышу для облегчения посадки/высадки при смене водителя в условиях цейтнота. Два топливных бака встроены в силовой каркас полумонококка в пороги под дверьми. Общий объём баков — 37 американских галлонов (~ 140 литров).

Двигатель — OHV-версия 255 Ford Indy V8 (4178 см) с плоским коленвалом, сухим картером и 4 вертикальными сдвоенными карбюраторами Weber (8 дроссельных заслонок). Трансмиссия — 4-ст несинхронизированная МКП Colotti Type-37. Рычаг коробки передач — справа от водительского места. Дифференциал — самоблокирующийся. Привода колёс — с резинометаллическими муфтами внутри и крестовинами снаружи. Передняя подвеска — независимая, на двойных поперечных рычагах. Задняя подвеска — независимая, на двойных обратных А-образных рычагах и продольных тягах. Рулевое управление — шестерня-рейка, 2.5 оборота от упора до упора. Тормоза — дисковые с регулятором. Колёса — спицованные Borrani с алюминиевыми ободами и креплением одной центральной гайкой, размером 5½×15 спереди и 7¼×15 сзади. Покрышки — Dunlop.

Снаряжённая масса — 1960 фунтов (~ 894 кг.). Заявленная брутто-мощность двигателя — 350 л.с. при 7200 об./мин.

Автомобили этой версии не выиграли ни одной гонки (и вообще ни разу не смогли финишировать), хотя и показали скоростной потенциал выбранной концепции.

### GT40 (Mk I) 4.7-Cobra

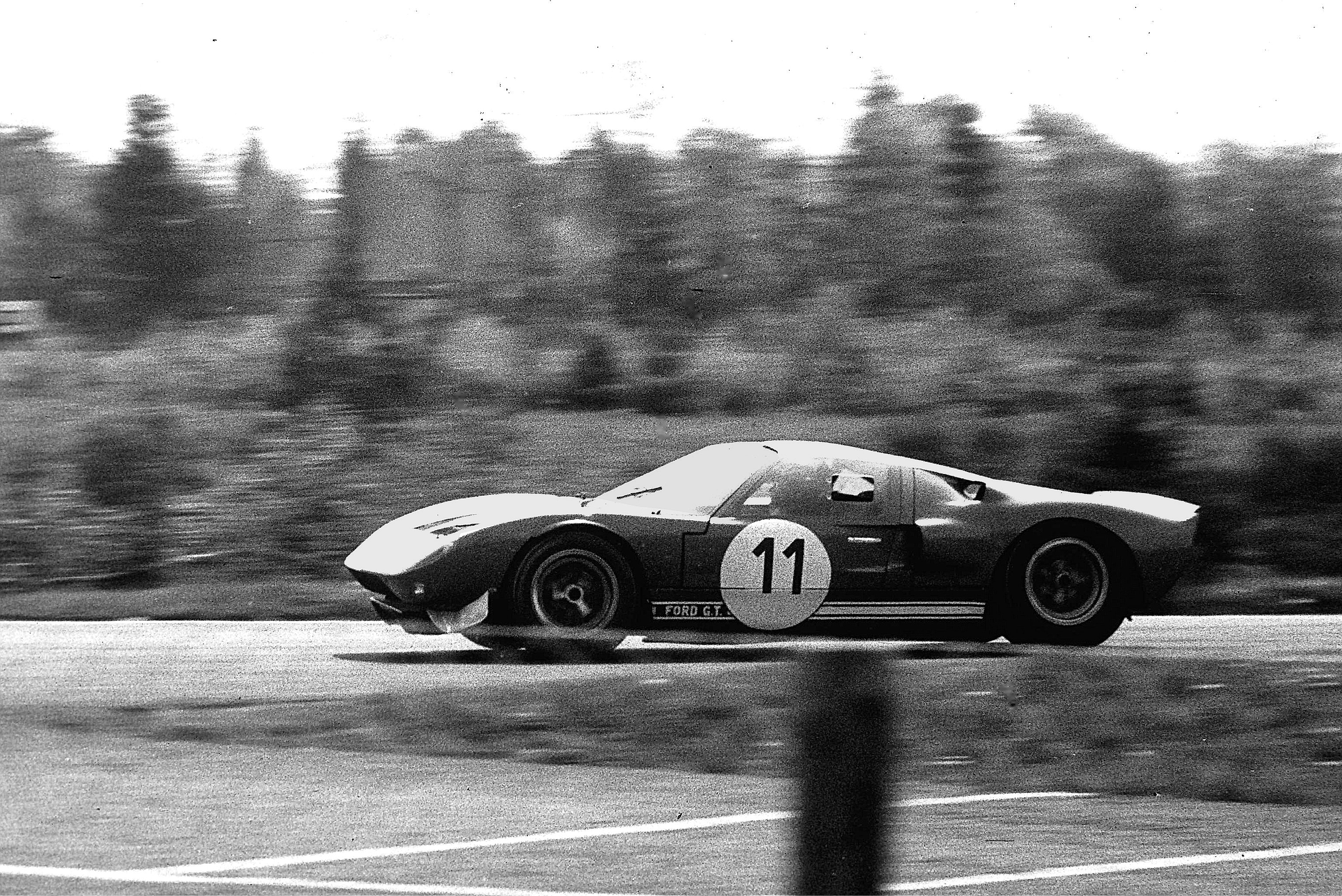
GT40 (Mk I) 4.7-Cobra на гонке 1965 1000-км Нюрбургринга. Экипаж Крис Эймон и Брюс МакЛарен (11 номер), 8 место на финише

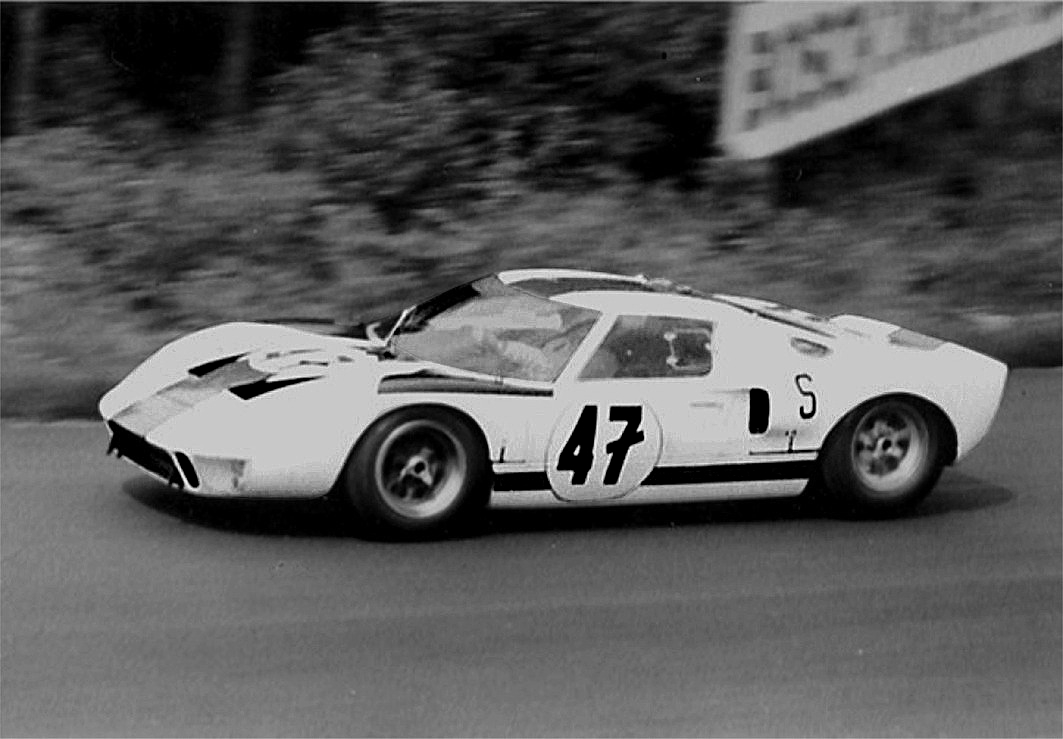
GT40 (Mk I) 4.7-Cobra в версии 1966 года с удлинённой носовой частью на гонке 1966 1000-км Нюрбургринга. Экипаж — Джон Уитмор и Йохен Неерпаш (47 номер), сход из потери колеса

Гоночная эволюция GT40 (Mk I) на основе пакета доработок, сформированного по результатам испытаний автомобилей, организованных Shelby American зимой 1964-1965 годов. Производилась на мощностях Ford Advanced Vehicle. Основное отличие — двигатель 289 Cobra (4728 см) с плоским коленвалом, мокрым картером и 4 вертикальными сдвоенными карбюраторами Weber (8 дросельных заслонок), разработанный ранее Shelby American для собственных автомобилей AC Cobra на основе одного из вариантов двигателя Ford OHV Small Block (Ford Windsor). В процессе производства применяли разные трансмиссии: модифицированная частично синхронизированная МКП Colotti T37, МКП Getrag и ставшая позже стандартной для всех GT40 (Mk I) 5-ст. синхронизированная МКП ZF. Колёса — алюминиевые литые, и креплением одной центральной гайкой, размером 8×15 спереди и 9½×15 сзади. Покрышки — Goodyear.

Снаряжённая масса автомобиля — 1835 фунтов (~ 837 кг). Заявленная брутто-мощность двигателя — 390 л.с. при 7000 об./мин.

В данную версию были переделаны все стандартные 1964 GT40 (Mk I) с моторами 255 Ford Indy V8, построенные до 1965 года, а все последующие Mk I строились в этой спецификации, за исключением 2-х прототипов Mk II на шасси/кузове Mk I c мотором 427 Ford FE, построенных в Ford Kar Kraft, и как минимум 2-х единиц с двигателями 325 Ford (~5300 см). Всего построено 87 единиц с номерами шасси от GT40P-1000 до GT40P-1086 (четырёхзначный индекс). Около 30 единиц из 86 построены в дорожной версии со спицованными колёсами. 

Автомобили именно этой версии выиграли первую гонку для Ford — 24 часа Дайтоны 1965 года.

### GT40 X1
Родстер Ford X1 создали для Fall 1965 North American Pro Series, предшественника CanAm, и команды Брюса Макларена под управлением Криса Амона. Автомобиль имел алюминиевое шасси, собранное в Abbey Panels, и первоначально был с двигателем 4,7 литра. Реальная цель этого автомобиля состояла в том, чтобы проверить несколько усовершенствований, автором которых были Кар Крафт, Шелби и Макларен.
Использовалось несколько коробок передач: Hewland LG500 и как минимум один «автомат». Позже будет модернизация к спецификациям Mk II с двигателем 7,0 литров и стандартной четырёхскоростной коробке передач Кара Крафта, однако автомобиль сохранит определённые особенности, типа открытой крыши и облегчённого шасси.
Автомобиль продолжал выигрывать 12 часов Себринга в 1966. Mk II использовал двигатель 7,0 литров от Ford Galaxie.

### GT Mk II
Для Дэйтоны 1967, две модели Mk II (шасси 1016 и 1047) были оснащены двигателями Mercury 7,0 л. Mercury является подразделением Ford Motor Company, и 427 Mercury был точно таким же двигателем, как у Ford’а с разными логотипами. Однако группа неправильно закалённых входных валов в ведущих мостах фактически толкало в сторону каждый Ford в гонке, и Феррари занял призовые места.

### GT Mk III

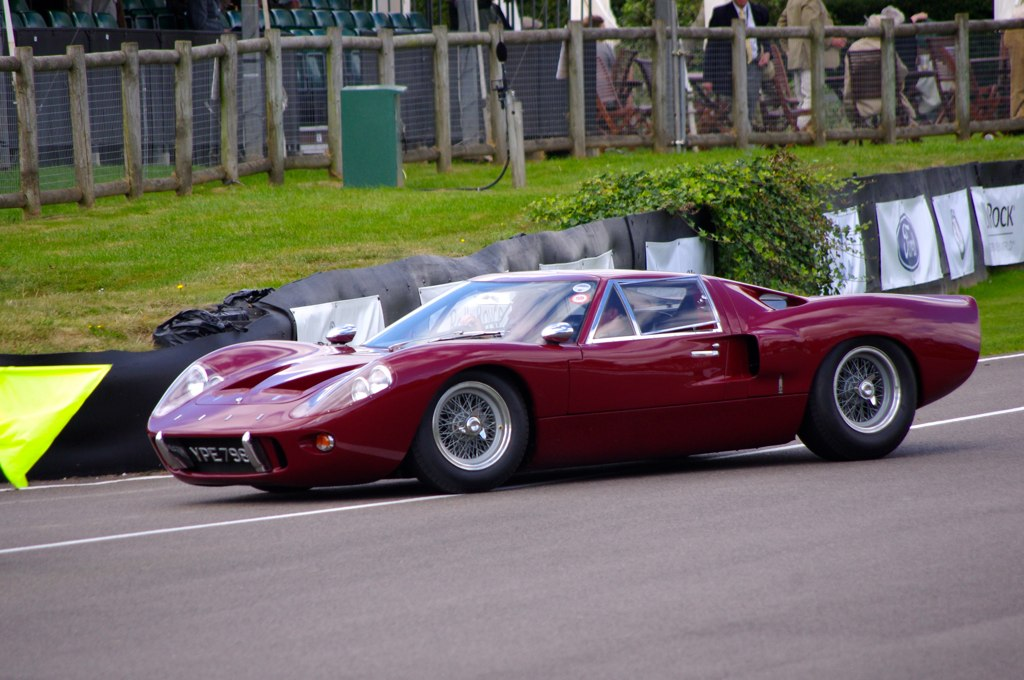
GT Mk III на фестивале в Гудвуде 2012

Дорожно-спортивная версия, разработанная JW Automotive Engineering на основе 1965 GT40 (Mk I) 4.7-Cobra. Производилась на мощностях Ford Advanced Vehicle (Слау, Великобритания). Получила новые кузовные панели под возможность размещения багажного отсека, внешние световые приборы «по кругу», двери с откидными стёклами, двухместный салон с расположенным слева местом водителя и рычагом коробки передач по центру. Двигатель 289-Сobra в дорожной версии — крестообразный коленвал, 1 четырёхкамерный карбюратор Holley (4 дроссельных заслонки). Колёса — спицованные Borrani с алюминиевыми ободами и креплением одной центральной гайкой, размером 5×15 спереди и 7×15 сзади. Покрышки — Goodyear.

Снаряжённая масса автомобиля — 2299 фунтов (~ 1034 кг). Заявленная брутто-мощность двигателя — 306 л.с. при 6000 об./мин.

Сделано 7 штук. Отличиями GT Mk III от дорожной версии GT40 (Mk I) 4.7-Cobra были в большей приспособленности под негоночное использование (левый руль и багажник).

### GT Mk IV
В целях разработать автомобиль с лучшей аэродинамикой и меньшим весом, было решено сохранить 7-литровый двигатель, но перепроектировать остальную часть автомобиля. Чтобы уменьшить партнёрство с английскими фирмами, Ford Advanced Vehicles продали Джону Уайеру и новый автомобиль был разработан студиями Ford и произведён филиалом Ford’а Кар Крафт под Эдом Халлом. Также было партнёрство с Brunswick Aircraft Corporation ради экспертизы относительно нового использования ячеистых алюминиевых панелей, соединённых вместе, чтобы сформировать лёгкую, но твёрдую «ванну». Автомобиль полностью использовал новые и более либеральные регулирования Appendix J для конструкции гоночных автомобилей, и поэтому был известен как J-car.
Первый J-car был закончен в марте 1966 года и установил рекорд времени на испытаниях в Ле-Мане в том же году. Ванна весила всего 39 кг, и весь автомобиль — лишь 1210 кг, на 140 кг меньше чем Mk II. Однако решили делать Mk II из-за доказанной надёжности, и маленькая или никакая разработка была сделана на J-car для остальной части сезона.
Следуя за Ле-Маном, программа поддержки разработок для J-car были продолжены, и собрали второй автомобиль. Во время испытаний в Riverside International Raceway в августе 1966 года, машина под управлением Кена Майлза внезапно вышла из-под контроля в конце Прибрежной полосы. Ячеистое шасси не соответствовало цели своего дизайна, и разрушившись после воздействия, взорвалось, уничтожив Майлза. Было решено, что аэродинамика уникальной «буханки» с плоской крышей, без спойлера, участвовала в производстве избыточного подъёма, и более обычный, но значительно более аэродинамический корпус был разработан для Mk IV. Mk IV побывал только в двух гонках (Себринг 1967 и Ле-Ман 1967), но выиграл обе.
Mk IV собирали на укреплённом J-шасси, вместе с тем же самым двигателем 7,0 литров, как Mk II. Кроме двигателя, Mk IV полностью отличался от других GT40 использованием специфичного шасси и специфичной конструкции кузова. Как прямой результат несчастного случая Майлза, команда установила стальную трубу в стиле NASCAR, что сделало Mk IV намного более безопасным, но инвертировало большой вес, сохраняя конструкцию ячеистой панели. Дэн Герни часто жаловался на вес Mk IV, так как автомобиль был на 272,15 кг тяжелее, чем Ferrari. Инсталляция стальной клетки в конечном счёте одобрена после сохранения жизни Марио Андретти, который попал в аварию на Mk. IV в 1967 году Ле-Мана, но отделался незначительными повреждениями.
Ford G7A — автомобиль CanAm с J-шасси. В отличие от ранних Mk I, II и III, которые были полностью британские, Ford J и Mk. IV были собраны в Америке у Шелби.

### Точные копии

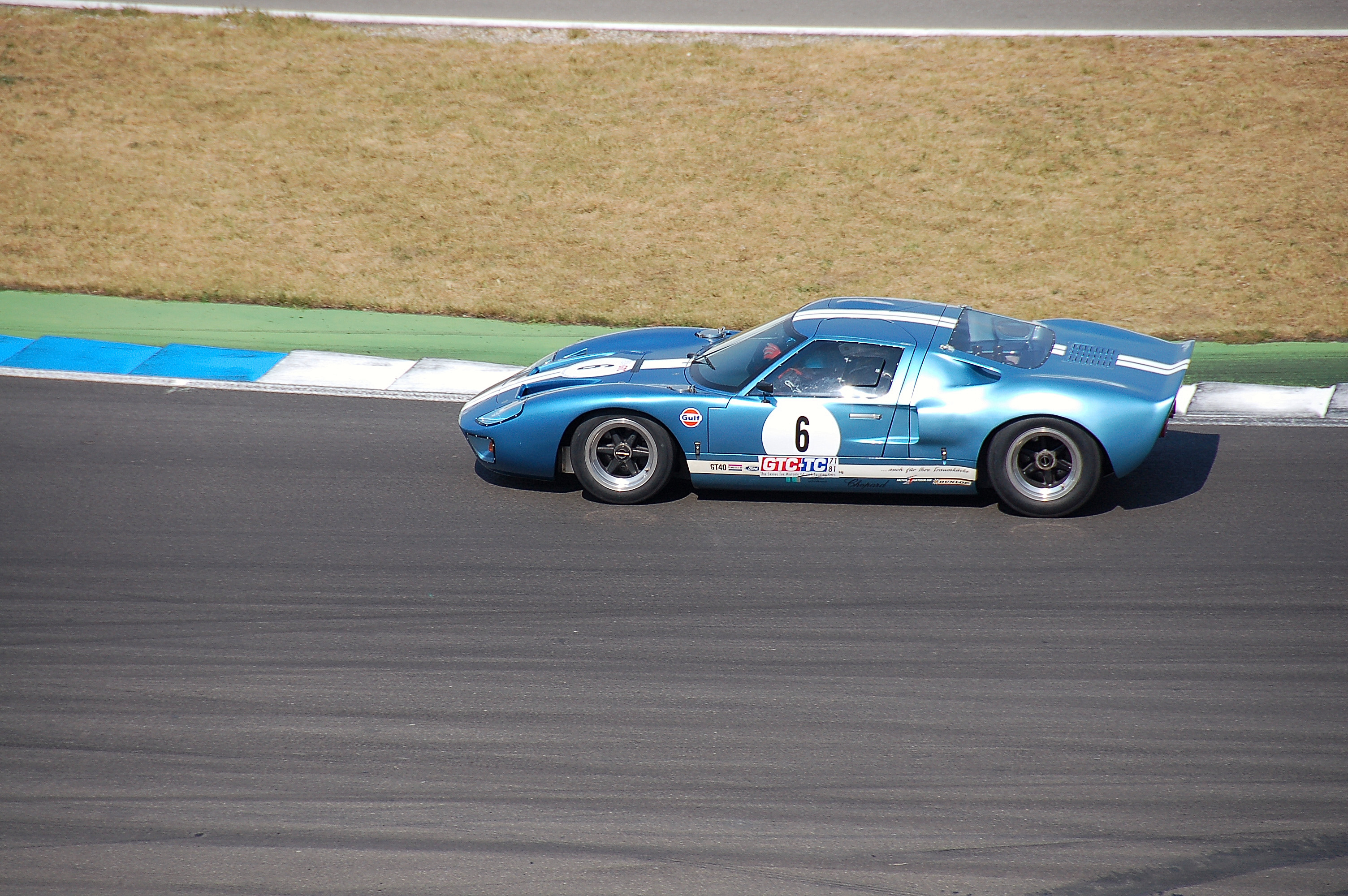
Вперёд, к победе

С увеличением цены и раритета Ford GT40, растёт спрос на более дешёвые косметические имитации и точные копии разного качества. Было несколько комплектных автомобилей и точных копий, которые были вдохновлены Ford GT40, а также несколько продолжений (точные копии).

## Ford GT

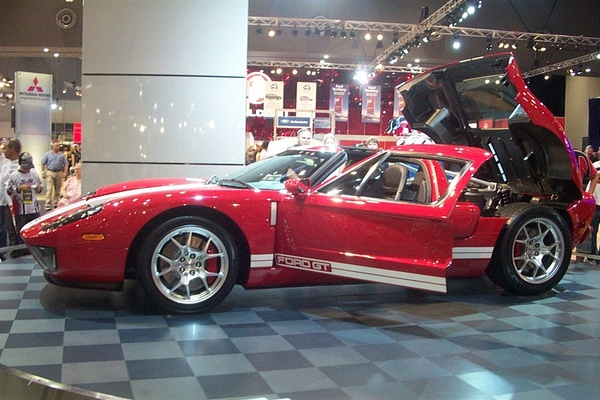
2005 Ford GT

На автовыставке в Детройте 1995 года
показали концепт Ford GT90, а на показе 2002 года Ford обнародовал новый GT40
Concept.
Похож на оригинальные автомобили, но больше, шире, и особенно выше, чем
первоначальные 40 дюймов (1,02 м) — поэтому его хотели назвать GT43. Три серийных
прототипа показали в 2003 в честь столетия Ford, а поставки промышленного Ford GT
начались осенью 2004. Ford GT собрали на заводе Ford Wixom и окрасили в
Saleen, Incorporated на заводе Saleen Special Vehicles в городе Трой, штат Мичиган.
Британская компания, Safir Engineering, которая делала продолжения GT40 в 1980-х,
тогда владела торговой маркой GT40, и когда они завершили производство, то продали
запчасти, инструменты, дизайн и торговую марку небольшой компании в Огайо под названием Safir GT40 Spares. Safir GT40 Spares залицензировала
использование торговой марки GT40 для начальной машины автосалона 2002 года, но когда
Ford захотел выпускать серийное транспортное средство, переговоры между ними зашли
в тупик; в результате новый Ford GT не носит значок GT40. По слухам, Safir GT40 Spares
запрашивал 40 миллионов долларов за права, но это никто не проверял. Партнёры в
Safir GT40 Spares заявляют, что у них есть корреспонденция от Ford, отклоняющая
предложение 8 миллионов. Поздние модели или прототипы также называются Ford GT, но
имеют разную нумерацию, типа Ford GT90 или Ford GT70.